# Не мешайте палачу
Не меша́йте палачу́ — детективный полицейский роман Александры Марининой, опубликованный в 1996 году.

## История создания
Вскоре после выхода книги писательница в интервью призналась, что этот роман «был написан в виде эксперимента, чтобы попробовать, смогу ли я написать детектив с политической окраской».

## Сюжет
Анастасия Каменская помогает добраться невредимым до Москвы отбывшему наказание заключенному, Павлу Сауляку, за которым охотятся сразу несколько организаций и частных людей. А вскоре в Москве и регионах начинаются странные убийства: все указывает на то, что каждый из жертв имел отношение к той или иной серии жестоких убийств, оставшихся не раскрытыми, а это в свою очередь вызвало громкие отставки среди руководства региональных органов внутренних дел. Каменская начинает подозревать, что с этим может быть связан Сауляк.

## Отзывы и критика
Дмитрий Быков, говоря о романах Марининой, выделил «Не мешайте палачу» и «Иллюзия греха», назвав их «виртуозно придуманными». Он также отметил не характерный для детективного жанра способ разрешения интриги с помощью случайного события, чудесного совпадения: 
Это, конечно, не детектив. Это русский детектив, в котором сам Господь обычно осуществляет руководство интригой.
Роман Лейбов провёл параллель между романом «Не мешайте палачу» и эпилогом «Мастера и Маргариты».
Литературовед Е. И. Трофимова, описывая изменчивость образа Каменской как проявление внутренней свободы и «зыбкости женского начала», упоминает «Не мешайте палачу» в качестве иллюстрации происходящих с героиней метаморфоз.

## Экранизация
Роман стал основой двух завершающих серий первой части телесериала «Каменская». Актёр Сергей Гармаш, сыгравший роль Короткова, признавался в интервью, что романы «Не мешайте палачу» и «Стечение обстоятельств» кажутся ему «первоклассной жанровой прозой».